# Nan’an (Chongqing)

Stadtbezirk Nan’an in Chongqing

Nan’an (chinesisch 南岸区, Pinyin Nán’àn Qū) ist ein chinesischer Stadtbezirk der regierungsunmittelbaren Stadt Chongqing. Nan’an hat eine Fläche von 278,78 km². Bei Volkszählungen in den Jahren 2000 und 2010 wurden in Nan’an 592.566 bzw. 759.570 Einwohner gezählt.